# 深川めし

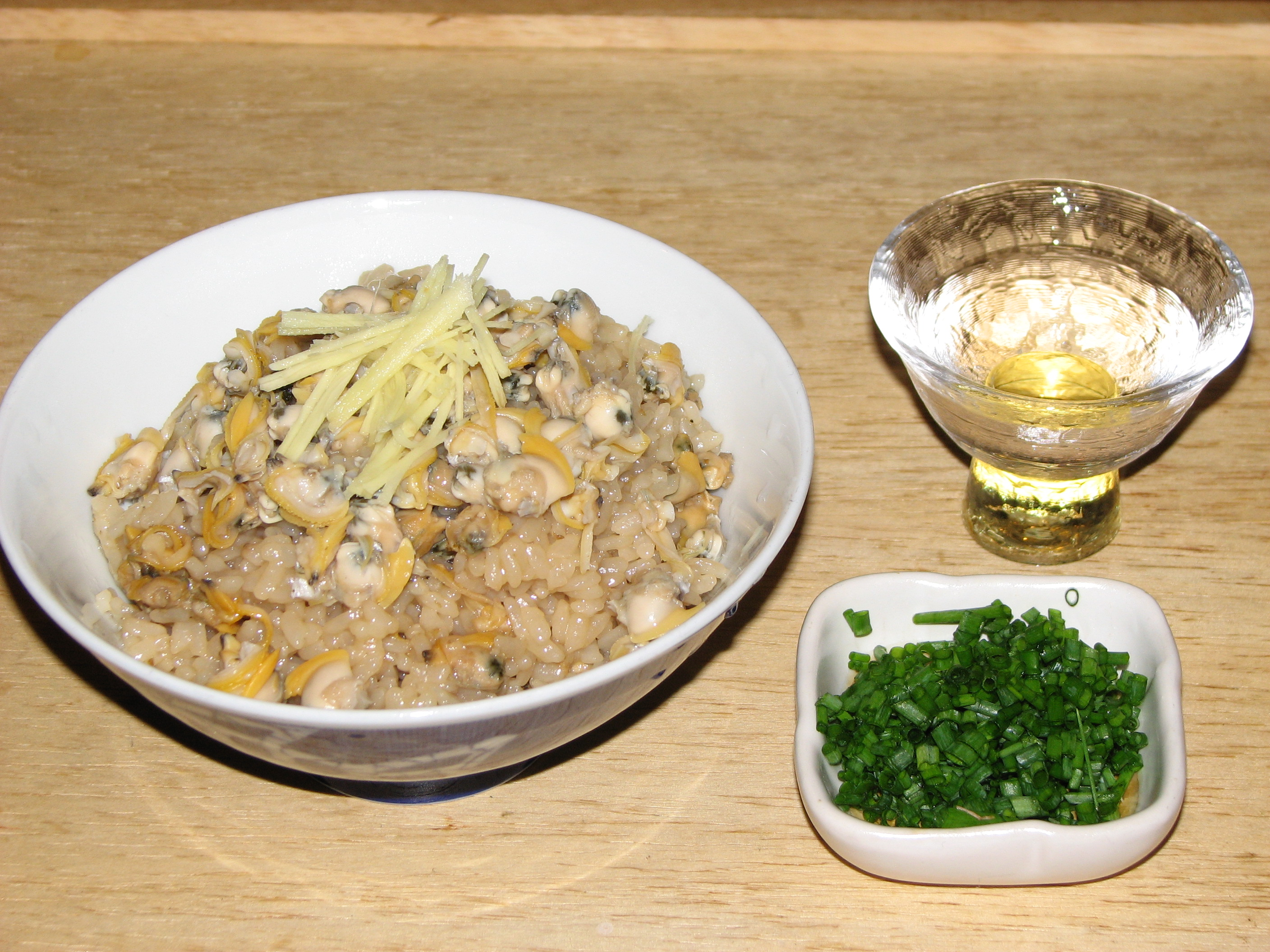
炊き込みタイプの深川めし

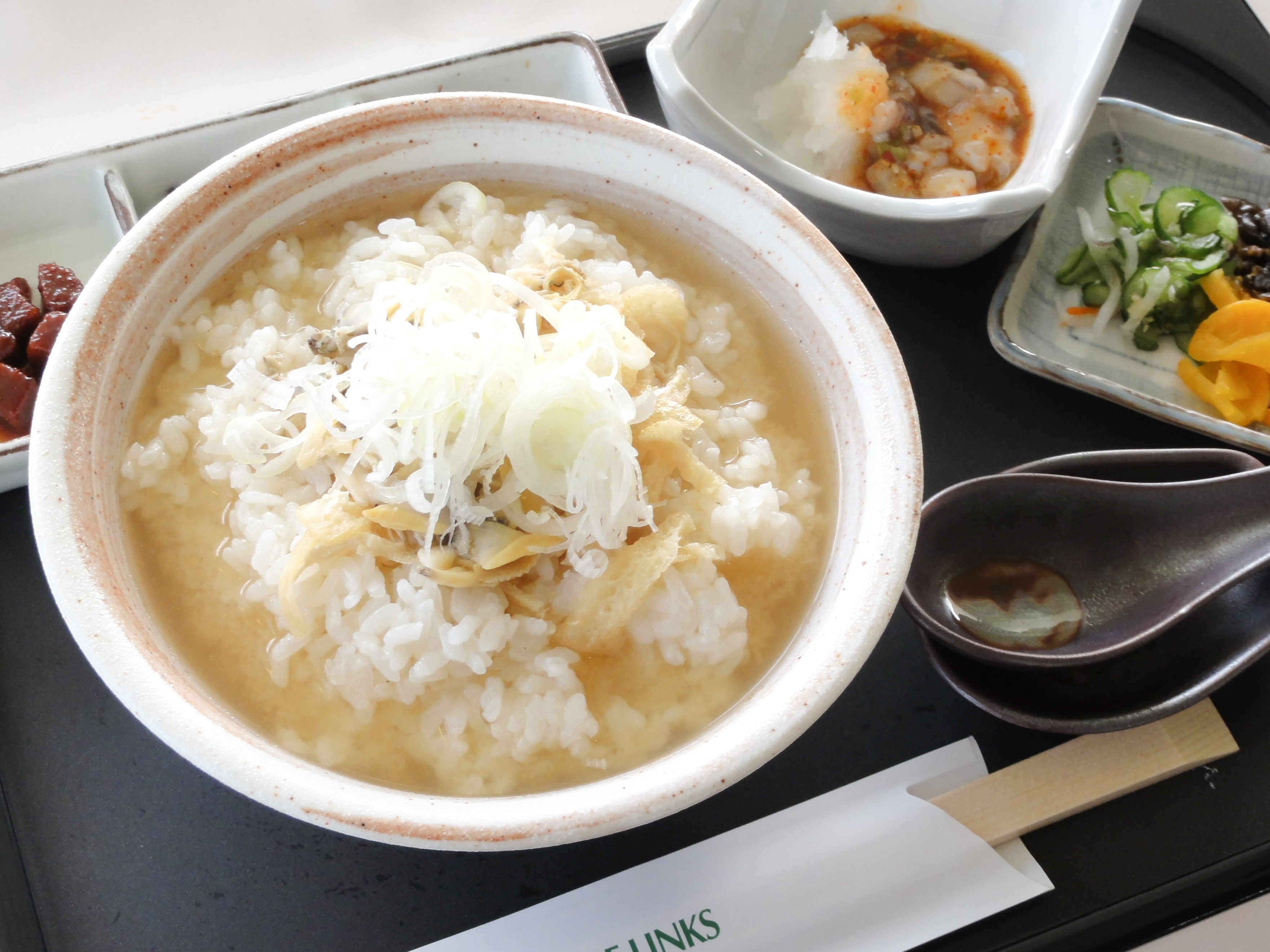
汁掛けタイプの深川めし

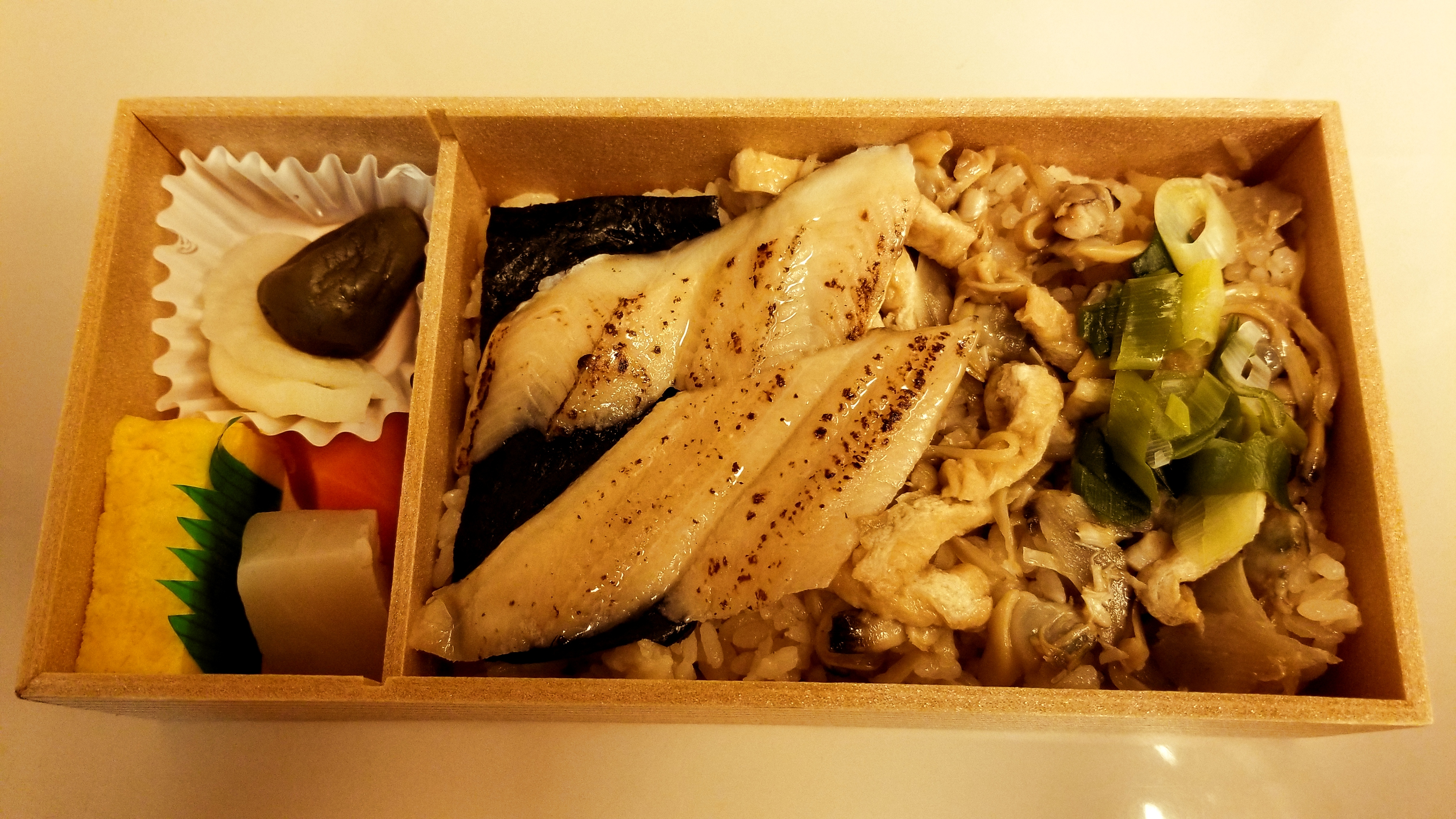
駅弁の深川めし （日本ばし大増 リニューアル後）

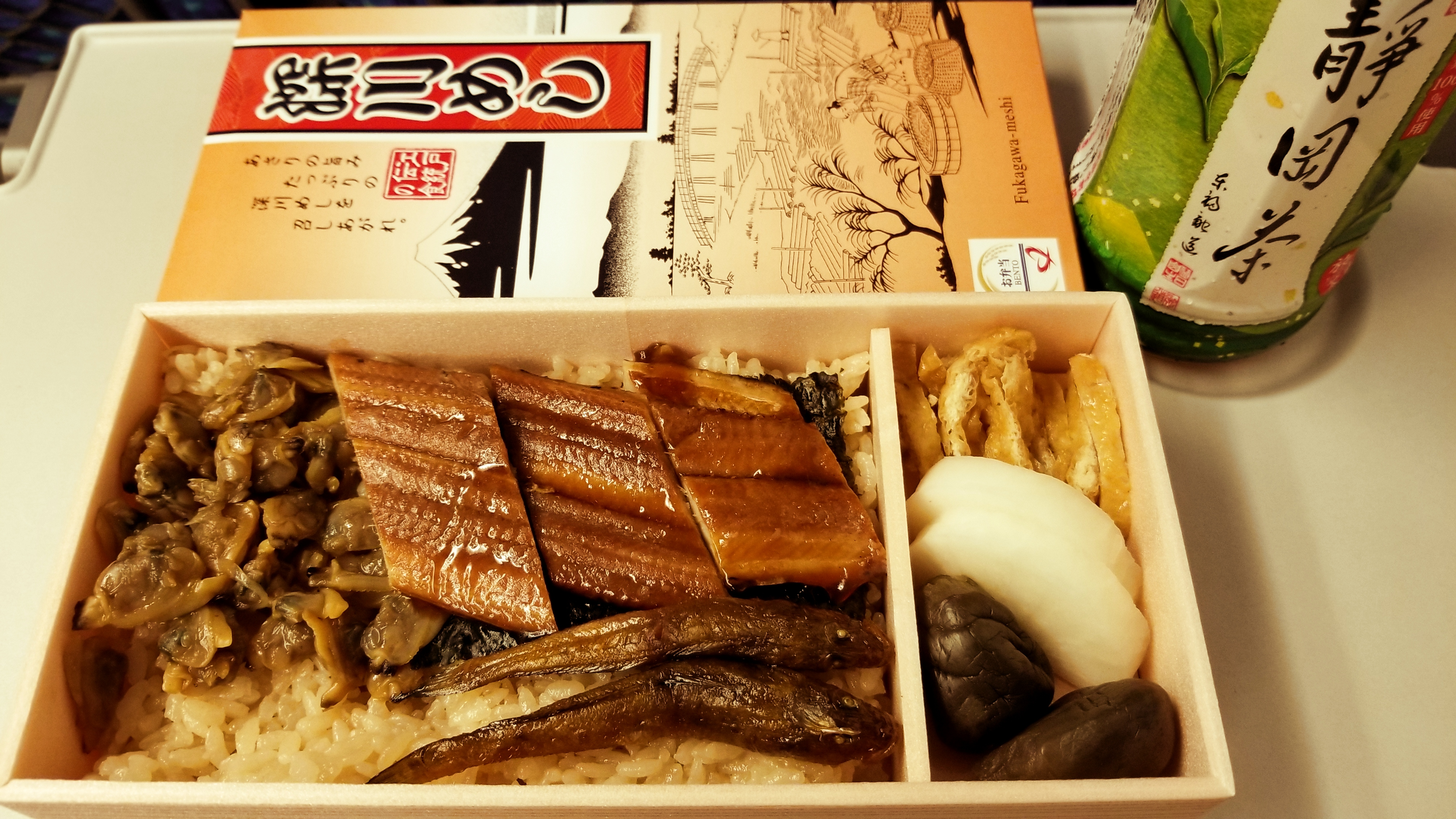
駅弁の深川めし （ジェイアール東海パッセンジャーズ）

深川めし（ふかがわめし）は、アサリ、ハマグリ、アオヤギなどの貝類とネギなどの野菜などを煮込んだ汁物を米飯に掛けたものや、炊き込んだもの。深川丼またはアサリ飯と呼ぶこともある。

## 概要
貝の産地ではポピュラーな調理法だが、東京の深川が代表格であるためこのように呼ばれている。2000年前後から増え始めた深川めし屋の多くは炊き込みタイプである。
JR東海パッセンジャーズが駅弁として発売しているのも炊き込みタイプである。東海道新幹線の東京駅、品川駅、新横浜駅構内売店で購入できる。JR東日本管理の駅売店で販売している日本ばし大増の駅弁も炊き込みタイプであったが、2013年に「ぶっかけ」タイプにリニューアルされた。なお、前者が販売している駅弁にはアナゴの蒲焼きが、後者の駅弁には煮穴子が入っているが、貝とは異なり、これらはいずれも深川めしの構成要素としては必須ではない。

## 歴史
深川の漁師たちが仕事の合間に食べる賄い飯であった「ぶっかけめし」が現在の深川めしのルーツとされ、古くはアサリではなく、江戸の深川近辺で大量にとれたバカガイ（アオヤギ）を用いた。アサリを使うようになったのは明治・大正頃である。
明治時代のスラム街ルポルタージュである『最暗黒の東京』（松原岩五郎、明治26年）では「車夫の食物」の項目に、「深川飯 - 是はバカのむきみに葱を刻み入れて熟烹し、客来れば白飯を丼に盛りて其上へかけて出す即席料理なり、一碗同じく一銭五厘尋常の人には磯臭き匂ひして食ふに堪へざるが如しと雖も彼の社会に於ては冬日尤も簡易なる飲食店として大に繁昌せり」と紹介されており、当時は決して中流階級の食卓に並ぶようなものではない、下層階級の食事であったことを窺わせる。